# Arvid Gustaf Taube von Odenkat
Arvid Gustaf Graf Taube von Odenkat (* Juni 1729; † 25. September 1785 in Västerlövsta, Schweden) war ein schwedischer Graf und Hofmarschall am schwedischen Königshof. Er stammte aus dem deutsch-schwedisch-baltischen Adelsgeschlecht derer von Taube. 

## Werdegang
Seine steile Karriere begann am 13. April 1743 als Kammerjunker, am 18. September 1746 wurde er Kammerherr und danach Hofmarschall bei König Friedrich von Schweden. Dieses lag wohl auch an der Tatsache, dass seine Schwester, die Hofdame Hedvig Ulrike Taube, die Mätresse des Königs war.

## Familie
Seine Eltern waren der schwedische Admiral Eberhard Diedrich Graf Taube von Odenkat (1681–1751) und Elisabeth Maria Falkenberg auf Trystorp (1686–1710). Seine Schwester Hedwig Ulrike Taube von Odenkat (1714–1744) ging als die Mätresse des schwedischen Königs Friedrich I. in die Geschichte ein. Da sein älterer Bruder Diedrich Heinrich Graf Taube von Odenkat (1711–1781) keine männlichen Nachkommen hatte, ging die Erbfolge des gräflichen Hauses „Taube von Odenkat“ auf Arvid Gustaf über. Er heiratete 1758 Gräfin Ulrika Eleonora Gyllenborg (1737–1808) und hatte mit ihr zwei Söhne und eine Tochter.
- Eberhard Friedrich Taube von Odenkat (* 4. August 1759 in Stockholm; † 3. Januar 1797) war zunächst Page und Leibwächter am schwedischen Hof. Nach seinem Abschied war er ab 1785 als Adjunkt am Hovrätt in Åbo  tätig. 1790 war er Gerichtsrat am Gericht zu Åbo und von 1794 bis 1795 war er Landgerichtsrat am Obersten Gerichtshof. Er war unverheiratet und starb am 3. Januar 1797 in  Åbo, das gräfliche Erbe übernahm sein Bruder.
- Gustaf Diedrich Taube von Odenkat (1761–1822), Erbe des gräflichen Hauses Taube von Odenkat.
- Christina Elisabet (1766–1770).